# Niewachlów (gmina)
Niewachlów (od 1973 Miedziana Góra) – dawna gmina wiejska istniejąca do 1954 roku w woj. kieleckim. Siedzibą władz gminy był Niewachlów (od 1979 część Kielc).
15 października 1916 z gminy Niewachlów wyłączono dawny folwark Psiarnia, włączając go do Kielc.
W okresie międzywojennym gmina Niewachlów należała do powiatu kieleckiego w woj. kieleckim. Po wojnie gmina zachowała przynależność administracyjną. Według stanu z dnia 1 lipca 1952 roku gmina składała się z 10 gromad: Białogon, Czarnów, Kostomłoty I, Kostomłoty II, Miedziana Góra, Niewachlów I, Niewachlów II, Oblęgorek, Porzecze i Szczukowskie Górki.
Jednostka została zniesiona 29 września 1954 roku wraz z reformą wprowadzającą gromady w miejsce gmin. Po reaktywowaniu gmin z dniem 1 stycznia 1973 roku gminy Niewachlów nie przywrócono, utworzono natomiast jej terytorialny odpowiednik, gminę Miedziana Góra.